# Marina Kuzina
Marina Vjačeslavovna Kuzina, en Ruso:Марина Вячеславовна Кузина (nacida el 19 de julio de 1985 en Moscú, Rusia) es una jugadora de baloncesto rusa. Ha conseguido 4 medallas en competiciones internacionales con Rusia. 